# Sportklub Rapid 2010-2011
Questa pagina raccoglie i dati riguardanti lo Sportklub Rapid nelle competizioni ufficiali della stagione 2010-2011.

## Stagione
La stagione del Rapid comincia in luglio, con la partenza in Bundesliga caratterizzata da una pesante sconfitta in casa del neopromosso Wacker Innsbruck (0-4), e poi in casa contro il Wiener Neustadt. Solo alla terza giornata arriva la prima vittoria, nel big match contro il Salisburgo, sconfitto 2-1 con un gol di Hofmann al terzo minuto di recupero.
In Europa League cammino agevole nel secondo e terzo turno preliminare, contro i modesti lituani del Sūduva prima, e quindi contro i bulgari del Beroe Stara Zagora. Il sorteggio del quarto turno preliminare, tenutosi il 6 agosto 2010 a Nyon, ha accoppiato Rapid ed Aston Villa per il secondo anno consecutivo. Come l'anno precedente, i bianco-verdi superano il turno qualificandosi per la fase a gruppi.
Il 20 agosto viene concluso l'accordo coi Rangers per il trasferimento di Nikica Jelavić in Scozia, per la cifra di 4 milioni di sterline. Il 30 agosto la società annuncia l'arrivo dell'olandese Vennegoor of Hesselink, svincolato dal retrocesso Hull City. Si tratta del terzo giocatore olandese nella storia del club.
Il 28 novembre 2010, dopo cinque anni di attesa, il Rapid torna a vincere un derby in casa dell'Austria, grazie alla rete di Hamdi Salihi che costituisce anche il 500° gol messo a segno dai bianco-verdi in derby di campionato.
Nel girone di ritorno arrivano la sconfitta di Wiener Neustadt e il pareggio di Salisburgo, prima del successo contro il Kapfenberger (2-0) che segna il ritorno in campo di capitan Hofmann da titolare per la prima volta dal 21 ottobre. Il 13 marzo arriva la seconda vittoria nel derby, sempre per 1-0 e sempre con gol di Salihi.
L'11 aprile Zoran Barišić assume l'incarico di allenatore ad interim dopo l'esonero di Peter Pacult. Esordisce con una vittoria per 3-0 a Innsbruck, il 16 dello stesso mese.
Il 4 maggio, perdendo 2-1 in semifinale a Ried im Innkreis, viene eliminato dalla Coppa d'Austria. Il 22 maggio alcuni ultras entrano in campo dopo 26 minuti di gioco, provocando la sospensione del derby contro l'Austria Vienna e la sconfitta 0-3 a tavolino. In quel momento il punteggio era di 0-2 in favore dei violette.
Dopo la vittoria dell'ultima giornata sul LASK Linz, il Rapid conclude il campionato al 5º posto, con 53 punti complessivi, peggior risultato dalla stagione 2005-2006.

## Maglie e sponsor
Lo sponsor tecnico per la stagione 2010-2011 è Adidas, mentre lo sponsor ufficiale è Wien Energie. I partner ufficiali sono OMV (petroli), Orange (telefonia), VISA (servizi finanziari), Ottakringer (birrificio), M-Line e tipp3.
| Casa | Trasferta | Terza divisa |

## Organigramma societario
Area direttiva
- Presidente:  Rudolf Edlinger
- Vice Presidente:  Siegfried Menz
- Responsabile finanziario:  Johann Smolka
- Direttore Generale:  Werner Kuhn

Area organizzativa
- Segretario generale:  Nikolaus Rosenauer
- Team manager:  Stefan Ebner

Area comunicazione
- Responsabile area comunicazione:  Sharif Shoukry

Area marketing
- Ufficio marketing:  Markus Blümel
 Rainer Karutz
 Sandra Roser

Area tecnica
- Direttore sportivo:  vacante
- Allenatore:  Zoran Barišić (ad interim)
- Allenatore in seconda:  Robert Haas (ad interim)
- Fisioterapista:  Günther Karrer
- Preparatore dei portieri:  Thomas Bogendorfer (ad interim)

## Rosa

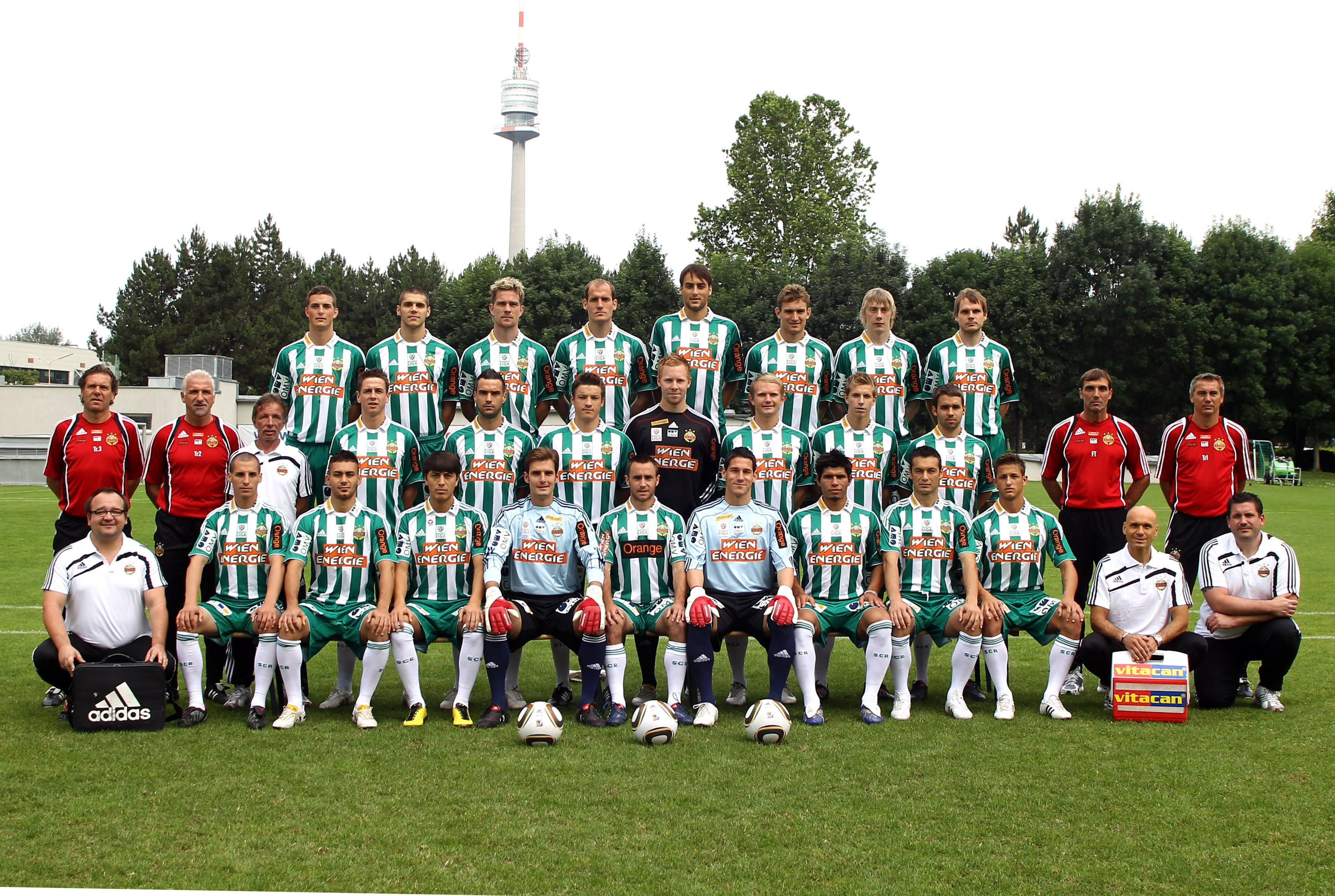
La squadra fotografata ad inizio stagione

Aggiornato al 31 gennaio 2011.
| N. |                        | Ruolo | Calciatore                 |
| -- | ---------------------- | ----- | -------------------------- |
| 1  | Austria (bandiera)     | P     | Raimund Hedl               |
| 3  | Austria (bandiera)     | D     | Jürgen Patocka             |
| 6  | Austria (bandiera)     | D     | Mario Sonnleitner          |
| 7  | Austria (bandiera)     | C     | Stefan Kulovits            |
| 8  | Finlandia (bandiera)   | C     | Markus Heikkinen           |
| 9  | Albania (bandiera)     | A     | Hamdi Salihi               |
| 10 | Paesi Bassi (bandiera) | A     | Jan Vennegoor of Hesselink |
| 11 | Germania (bandiera)    | C     | Steffen Hofmann            |
| 14 | Austria (bandiera)     | D     | Markus Katzer              |
| 15 | Austria (bandiera)     | A     | Atdhe Nuhiu                |
| 16 | Austria (bandiera)     | C     | Boris Prokopič             |
| 17 | Austria (bandiera)     | C     | Veli Kavlak                |
| 19 | Austria (bandiera)     | C     | Christopher Drazan         |

| N. |                     | Ruolo | Calciatore              |
| -- | ------------------- | ----- | ----------------------- |
| 20 | Austria (bandiera)  | A     | René Gartler            |
| 21 | Austria (bandiera)  | C     | Christoph Saurer        |
| 22 | Norvegia (bandiera) | D     | Ragnvald Soma           |
| 23 | Austria (bandiera)  | D     | Andreas Dober           |
| 24 | Austria (bandiera)  | P     | Helge Payer             |
| 25 | Austria (bandiera)  | D     | Tanju Kayhan            |
| 26 | Austria (bandiera)  | D     | Thomas Hinum            |
| 28 | Austria (bandiera)  | A     | Christopher Trimmel     |
| 29 | Austria (bandiera)  | P     | Georg Blatnik           |
| 30 | Austria (bandiera)  | P     | Lukas Königshofer       |
| 33 | Austria (bandiera)  | A     | Mario Konrad            |
| 35 | Austria (bandiera)  | C     | Yasin Pehlivan          |
| 36 | Austria (bandiera)  | D     | Michael Schimpelsberger |

## Calciomercato

### Sessione estiva
| Arrivi | Arrivi                     | Arrivi          | Arrivi     |
| R.     | Nome                       | da              | Modalità   |
| ------ | -------------------------- | --------------- | ---------- |
| A      | Atdhe Nuhiu                | Ried            | definitivo |
| C      | Christoph Saurer           | LASK            | definitivo |
| D      | Mario Sonnleitner          | Sturm Graz      | definitivo |
| D      | Tanju Kayhan               | Wiener Neustadt | definitivo |
| C      | Thomas Hinum               | Austria Kärnten | definitivo |
| A      | Jan Vennegoor of Hesselink | Hull City       | definitivo |

| Partenze | Partenze                | Partenze         | Partenze       |
| R.       | Nome                    | a                | Modalità       |
| -------- | ----------------------- | ---------------- | -------------- |
| P        | Andreas Lukse           | First Vienna     | prestito       |
| A        | Thomas Fröschl          | LASK             | definitivo     |
| D        | Christian Thonhofer     | Wiener Neustadt  | prestito       |
| D        | Christoph Schösswendter | Lustenau 07      | prestito       |
| C        | Branko Bošković         | D.C. United      | definitivo     |
| D        | Milan Jovanović         | Spartak-Nal'čik  | fine contratto |
| C        | Muhammed Ildiz          | Wacker Innsbruck | prestito       |
| A        | Nikica Jelavić          | Rangers          | definitivo     |

### Sessione invernale
| Arrivi | Arrivi                  | Arrivi           | Arrivi               |
| R.     | Nome                    | da               | Modalità             |
| ------ | ----------------------- | ---------------- | -------------------- |
| P      | Georg Blatnik           | Grödig           | definitivo           |
| C      | Boris Prokopič          | Wacker Innsbruck | rientro dal prestito |
| D      | Michael Schimpelsberger | Twente           | definitivo           |

| Partenze | Partenze        | Partenze         | Partenze |
| R.       | Nome            | a                | Modalità |
| -------- | --------------- | ---------------- | -------- |
| C        | Thomas Bergmann | Wacker Innsbruck | prestito |
| D        | Hannes Eder     | SønderjyskE      | prestito |

## Risultati

### Campionato

#### Girone di andata
| Arbitro: | Schörgenhofer |

|                                               |           |  |
| Schreter 9’ Koch 67’ Schreter 82’ Löffler 94’ | Marcatori |  |

| Arbitro: | Drachta |

|             |           |                            |
| Jelavić 73’ | Marcatori | 11’ Aigner 25’ Burgstaller |

| Arbitro: | Gangl |

|                        |           |               |
| Saurer 49’ Hofmann 93’ | Marcatori | 62’ Jantscher |

| Arbitro: | Drabek |

|  |           |                         |
|  | Marcatori | 39’ Patocka 81’ Jelavić |

| Arbitro: | Prammer |

|                            |           |  |
| Sonnleitner 13’ Salihi 90’ | Marcatori |  |

| Arbitro: | Krassnitzer |

|               |           |  |
| Aufhauser 60’ | Marcatori |  |

| Arbitro: | Schörgenhofer |

|  |           |          |
|  | Marcatori | 63’ Linz |

| Arbitro: | Gangl |

|                                                |           |               |
| Carril Regueiro 9’ (rig.) Nacho 25’ Hadžić 90’ | Marcatori | 12’ Vennegoor |

| Arbitro: | Drachta |

|                              |           |                          |
| Salihi 19’ 61’ Vennegoor 94’ | Marcatori | 10’ Felfernig 48’ Sencar |

| Kapfenberg 3 ottobre 2010, ore 16:00 CEST 10ª giornata | Kapfenberger | 0 – 0 referto | Rapid Vienna | Franz Fekete (6.500 spett.)\| Arbitro: \| Drabek \| |
| Arbitro:                                               | Drabek       |               |              |                                                     |

| Arbitro: | Brugger |

|             |           |            |
| Hofmann 59’ | Marcatori | 34’ Öbster |

| Arbitro: | Prammer |

|                   |           |            |
| Aigner 26’ (rig.) | Marcatori | 22’ Katzer |

| Arbitro: | Einwaller |

|             |           |               |
| Wallner 12’ | Marcatori | 87’ Heikkinen |

| Arbitro: | Gangl |

|                                |           |                 |
| Sonnleitner 3’ Gartler 60’ 83’ | Marcatori | 5’ Schildenfeld |

| Arbitro: | Eisner |

|                |           |                        |
| Bürger 30’ 79’ | Marcatori | Pehlivan 47’ Nuhiu 92’ |

| Arbitro: | Krassnitzer |

|                                           |           |  |
| Salihi 11’ 45’ Gartler 76’ Salihi 87’ 90’ | Marcatori |  |

| Arbitro: | Hofmann |

|  |           |            |
|  | Marcatori | 50’ Salihi |

| Arbitro: | Gangl |

|                                       |           |  |
| Patocka 38’ Sonnleitner 53’ Nuhiu 59’ | Marcatori |  |

#### Girone di ritorno
| Arbitro: | Eisner |

|                                   |           |                                    |
| Salihi 17’ Gartler 50’ Salihi 65’ | Marcatori | 27’ 53’ Burgic 58’ (rig.) Schreter |

| Arbitro: | Eisner |

|                            |           |  |
| Sadović 6’ Burgstaller 33’ | Marcatori |  |

| Arbitro: | Einwaller |

|             |           |          |
| Wallner 35’ | Marcatori | 71’ Soma |

| Arbitro: | Prammer |

|                       |           |  |
| Nuhiu 53’ Trimmel 69’ | Marcatori |  |

| Arbitro: | Brugger |

|               |           |  |
| Pöllhuber 63’ | Marcatori |  |

| Arbitro: | Schörgenhofer |

|                |           |  |
| Salihi 15’ 46’ | Marcatori |  |

| Arbitro: | Lechner |

|  |           |            |
|  | Marcatori | 72’ Salihi |

| Vienna 19 marzo 2011, ore 16:00 CEST 26ª giornata | Rapid Vienna | 0 – 0 referto | LASK Linz | Gerhard Hanappi (15.680 spett.)\| Arbitro: \| Hameter \| |
| Arbitro:                                          | Hameter      |               |           |                                                          |

| Arbitro: | Gangl |

|                                  |           |                                            |
| Wolf 12’ Szabics 58’ Kienast 60’ | Marcatori | 12’ Prokopič 34’ (rig.) Salihi 55’ Hofmann |

| Arbitro: | Einwaller |

|  |           |                         |
|  | Marcatori | 23’ Kienast 40’ Szabics |

| Arbitro: | Drachta |

|  |           |                                          |
|  | Marcatori | 10’ (rig.) Salihi 64’ Drazan 70’ Hofmann |

| Arbitro: | Schüttengruber |

|                                              |           |            |
| Salihi 31’ 68’ (rig.) Hofmann 82’ Saurer 92’ | Marcatori | 84’ Aigner |

| Arbitro: | Schörgenhofer |

|           |           |                     |
| Nuhiu 84’ | Marcatori | 66’ Zárate 74’ Alan |

| Arbitro: | Brugger |

|                         |           |              |
| Mavric-Rozic 78’ (rig.) | Marcatori | 10’ Kulovits |

| Vienna 11 maggio 2011, ore 20:30 CEST 33ª giornata | Rapid Vienna | 0 – 0 referto | Mattersburg | Gerhard Hanappi (13.726 spett.)\| Arbitro: \| Hameter \| |
| Arbitro:                                           | Hameter      |               |             |                                                          |

| Arbitro: | Eisner |

|                             |           |           |
| Carril Regueiro 6’ Lexa 29’ | Marcatori | 74’ Nuhiu |

| Arbitro: | Einwaller |

|  |           |                       |
|  | Marcatori | 9’ Linz 16’ Junuzović |

| Arbitro: | Brugger |

|             |           |                          |
| Kaufmann 4’ | Marcatori | 35’ Heikkinen 48’ Salihi |

### Coppa d'Austria
| Arbitro: | Grobelnik |

|                            |           |                                           |
| Lebedzeŭ 17’ Holzmeier 39’ | Marcatori | 16’ Gartler 22’ 50’ 51’ Salihi 85’ Saurer |

| Arbitro: | Ruiss |

|                                   |                      |                                       |
| Freitag 22’ (rig.)                | Marcatori            | 9’ Gartler                            |
| Freitag Gorgon Tadic Harrer Mally | Tiri di rigore 3 – 4 | Hofmann Kavlak Kayhan Saurer Kulovits |

| Arbitro: | Dintar |

|                                 |           |  |
| Salihi 47’ (rig.) 69’ Nuhiu 84’ | Marcatori |  |

| Arbitro: | Harkam |

|                          |           |  |
| Vennegoor 10’ Katzer 69’ | Marcatori |  |

| Arbitro: | Einwaller |

|                          |           |            |
| Hammerer 72’ Glasner 83’ | Marcatori | 12’ Salihi |

### Europa League
| Arbitro: | Christoffersen |

|  |           |                         |
|  | Marcatori | 12’ Hofmann 81’ Trimmel |

| Arbitro: | Vučemilović |

|                                         |           |                            |
| Jelavić 20’ Gartler 86’ 89’ Jelavić 90’ | Marcatori | 70’ Grigaitis 85’ Beniušis |

| Arbitro: | Siejewicz |

|              |           |                   |
| Zlatinov 85’ | Marcatori | 45’ (rig) Hofmann |

| Arbitro: | Masiah |

|                           |           |  |
| Jelavić 5’ 60’ Katzer 71’ | Marcatori |  |

| Arbitro: | Hamer |

|           |           |            |
| Nuhiu 33’ | Marcatori | 12’ Bannan |

| Arbitro: | Braamhaar |

|                           |           |                                       |
| Agbonlahor 22’ Heskey 77’ | Marcatori | 52’ Nuhiu 78’ Sonnleitner 81’ Gartler |

| Arbitro: | McDonald |

|                                         |           |  |
| Rolando 26’ Falcao 65’ Rúben Micael 77’ | Marcatori |  |

| Arbitro: | Kulbakoŭ |

|            |           |                      |
| Kavlak 51’ | Marcatori | 55’ Hološko 64’ Bobô |

| Arbitro: | Trattou |

|  |           |                           |
|  | Marcatori | 28’ Vennegoor 32’ Hofmann |

| Arbitro: | Evans |

|                   |           |                            |
| Salihi 56’ (rig.) | Marcatori | 52’ Yanchev 64’ Marquinhos |

| Arbitro: | Stavrev |

|             |           |                    |
| Trimmel 39’ | Marcatori | 42’ 86’ 88’ Falcao |

| Arbitro: | Vejlgaard |

|                        |           |  |
| Quaresma 32’ Ernst 45’ | Marcatori |  |